# Nati nel 1982/Gennaio
| Questa pagina contiene informazioni ricavate automaticamente dalle voci biografiche con l'ausilio del template Bio e di un bot. L'aggiornamento è periodico e automatico e ricostruisce completamente la pagina. Se manca una persona in questa lista, sei pregato di non aggiungerla, ma accertati piuttosto che la sua voce biografica contenga il template Bio e che i dati anagrafici siano correttamente compilati. Se il template Bio manca, inseriscilo tu stesso o, in alternativa, metti l'avviso {{tmp\|Bio}} che ne segnala la mancanza. Se i dati riportati sono sbagliati, correggi direttamente la voce biografica; le modifiche saranno visibili in questa lista entro pochi giorni. Per chiarimenti vedi il progetto biografie. La lista contiene solo le 452 persone che sono citate nell'enciclopedia e per le quali è stato implementato correttamente il template Bio. Pagina aggiornata al 18 ago 2025. |

- 1º gennaio - Benoît Angbwa, ex calciatore camerunese
- 1º gennaio - Egidio Arévalo, ex calciatore uruguaiano
- 1º gennaio - Aboubacar Bangoura, ex calciatore guineano
- 1º gennaio - Ivan Bošković, allenatore di calcio e ex calciatore montenegrino
- 1º gennaio - Luckenson Chéry, ex calciatore haitiano
- 1º gennaio - Giulia Crestani, ex cestista italiana
- 1º gennaio - Aylin Daşdelen, ex sollevatrice turca
- 1º gennaio - Florina Diaconu, cestista rumena
- 1º gennaio - Jürg Egger, bobbista svizzero
- 1º gennaio - Hüseyin Kartal, ex calciatore turco
- 1º gennaio - Radosław Matusiak, ex calciatore polacco
- 1º gennaio - Hugo Moutinho, ex calciatore portoghese
- 1º gennaio - David Nalbandian, allenatore di tennis, pilota di rally e ex tennista argentino
- 1º gennaio - Sebastián Pardo, ex calciatore cileno
- 1º gennaio - João Carlos Pinto Chaves, ex calciatore brasiliano
- 1º gennaio - Raeto Raffainer, dirigente sportivo e ex hockeista su ghiaccio svizzero
- 1º gennaio - Luke Rodgers, ex calciatore britannico
- 1º gennaio - Adilson Tibes Granemann, ex calciatore brasiliano
- 2 gennaio - Marco Candrina, ex calciatore italiano
- 2 gennaio - Andrij Mychajlovyč Chomyn, ex calciatore ucraino
- 2 gennaio - Monica Cirulli, nuotatrice artistica italiana
- 2 gennaio - Dustin Clare, attore australiano
- 2 gennaio - Adriano Cutraro, regista e sceneggiatore italiano
- 2 gennaio - Ahmed El Basha, calciatore sudanese
- 2 gennaio - Ricky Januarie, rugbista a 15 sudafricano
- 2 gennaio - Mahamoudou Kéré, ex calciatore burkinabé
- 2 gennaio - Juan Carlos Mariño, ex calciatore peruviano
- 2 gennaio - Davide Moro, allenatore di calcio e ex calciatore italiano
- 2 gennaio - Stefano Moro, pallavolista italiano
- 2 gennaio - Rasmus Paludan, politico danese
- 2 gennaio - Vincenzo Ripa, ex arbitro di calcio italiano
- 2 gennaio - Mohamed Khider, calciatore sudanese
- 2 gennaio - Athanasia Tsoumeleka, marciatrice greca
- 2 gennaio - Ozéia, ex calciatore brasiliano
- 3 gennaio - Eşref Apak, martellista turco
- 3 gennaio - Peter Clarke, calciatore inglese
- 3 gennaio - Luca Garri, ex cestista italiano
- 3 gennaio - Óscar Gugliotta, ex cestista dominicano
- 3 gennaio - Jefthon, ex calciatore brasiliano
- 3 gennaio - Scott Merritt, ex cestista statunitense
- 3 gennaio - Jan Mertl, ex tennista e allenatore di tennis ceco
- 3 gennaio - Lasse Nilsson, ex calciatore svedese
- 3 gennaio - Park Ji-yoon, cantante e attrice sudcoreana
- 3 gennaio - Andrėj Paryvaeŭ, ex calciatore bielorusso
- 3 gennaio - Texas Patti, attrice pornografica tedesca
- 3 gennaio - Nicky Robinson, rugbista a 15 gallese
- 3 gennaio - Gelson Rodrigues de Souza, ex calciatore brasiliano
- 3 gennaio - Chisu, cantante finlandese
- 3 gennaio - Luca Tesconi, tiratore a segno italiano
- 3 gennaio - Sergej Tichonov, schermidore russo
- 3 gennaio - Kasia Wilk, cantante polacca
- 3 gennaio - Djuric Winklaar, ex calciatore olandese
- 3 gennaio - Ala'a Eldin Yousif, calciatore sudanese
- 3 gennaio - Nicolae Ștefănuță, politico rumeno
- 4 gennaio - Iñigo Calderón, allenatore di calcio e ex calciatore spagnolo
- 4 gennaio - Chen Wei-ling, sollevatrice taiwanese
- 4 gennaio - Mélanie Cohl, cantante belga
- 4 gennaio - Paulo Ferrari, allenatore di calcio e ex calciatore argentino
- 4 gennaio - Fabio Gatti, dirigente sportivo e ex calciatore italiano
- 4 gennaio - Carlo Gervasoni, ex calciatore italiano
- 4 gennaio - Joakim Hillson, cantante svedese
- 4 gennaio - David Jirka, canottiere ceco
- 4 gennaio - Kang Hye-jeong, attrice sudcoreana
- 4 gennaio - Bernhard Kohl, ex ciclista su strada austriaco
- 4 gennaio - Tomislav Mikulić, ex calciatore croato
- 4 gennaio - John Valencia, ex calciatore colombiano
- 4 gennaio - Dajan Šimac, ex calciatore tedesco
- 4 gennaio - Lucie Škrobáková, ex ostacolista ceca
- 5 gennaio - Luca Ansoldi, ex hockeista su ghiaccio italiano
- 5 gennaio - Tom Bialaszewski, allenatore di pallacanestro statunitense
- 5 gennaio - Anastasija Borodina, pallamanista ucraina
- 5 gennaio - Kjersti Buaas, ex snowboarder norvegese
- 5 gennaio - Ansley Cargill, ex tennista statunitense
- 5 gennaio - Jessica Chaffin, attrice statunitense
- 5 gennaio - Gauthier Darrigand, ex cestista francese
- 5 gennaio - Karel Geraerts, allenatore di calcio e ex calciatore belga
- 5 gennaio - Nicola Irto, politico italiano
- 5 gennaio - Janica Kostelić, ex sciatrice alpina croata
- 5 gennaio - Bledar Mançaku, ex calciatore albanese
- 5 gennaio - Nuk'ri Manchkhava, ex calciatore georgiano
- 5 gennaio - Neisha, cantante e pianista slovena
- 5 gennaio - Letícia Novaes, cantautrice e attrice brasiliana
- 5 gennaio - Giovanni Pasquale, allenatore di calcio e ex calciatore italiano
- 5 gennaio - Jaroslav Plašil, allenatore di calcio e ex calciatore ceco
- 5 gennaio - Marlon Roudette, cantautore britannico
- 5 gennaio - Maki Tsukada, judoka giapponese
- 5 gennaio - Morgan Turinui, ex rugbista a 15 e allenatore di rugby a 15 australiano
- 5 gennaio - Vadims Vasiļevskis, ex giavellottista lettone
- 5 gennaio - Benoît Vaugrenard, ex ciclista su strada francese
- 6 gennaio - Gilbert Arenas, ex cestista statunitense
- 6 gennaio - Israel Damonte, allenatore di calcio e ex calciatore argentino
- 6 gennaio - Glenn Eller, tiratore a volo statunitense
- 6 gennaio - Marko Jovanović, ex cestista serbo
- 6 gennaio - Matthew Lee, pianista e cantante italiano
- 6 gennaio - Eddie Redmayne, attore britannico
- 6 gennaio - Amon Simutowe, scacchista zambiano
- 6 gennaio - Isao Yamamoto, giocatore di bowling giapponese
- 6 gennaio - Alex Henrique da Silva, ex calciatore brasiliano
- 7 gennaio - Fabio Alcaraz, ex giocatore di calcio a 5 paraguaiano
- 7 gennaio - Carlos Canobbio, allenatore di calcio e ex calciatore uruguaiano
- 7 gennaio - Lauren Cohan, attrice e modella statunitense
- 7 gennaio - Kenneth Egan, pugile irlandese
- 7 gennaio - Toni González, ex calciatore spagnolo
- 7 gennaio - Kassim Guzayou, ex calciatore togolese
- 7 gennaio - Gabrielius Landsbergis, politico e diplomatico lituano
- 7 gennaio - Andreas Matzbacher, ciclista su strada austriaco († 2007)
- 7 gennaio - Ahmad Mousa, ex calciatore qatariota
- 7 gennaio - Jade North, ex calciatore australiano
- 7 gennaio - Andrea Pisanu, allenatore di calcio e ex calciatore italiano
- 7 gennaio - Paul Robinson, ex calciatore inglese
- 7 gennaio - Ryang Yong-gi, ex calciatore nordcoreano
- 7 gennaio - Mayu Sakai, fumettista giapponese
- 7 gennaio - Kim Staelens, ex pallavolista belga
- 7 gennaio - Hannah Stockbauer, ex nuotatrice tedesca
- 7 gennaio - Iroda Tuljaganova, ex tennista uzbeka
- 7 gennaio - Joel Zacchetti, cestista italiano
- 8 gennaio - Siraj Al-Tall, ex calciatore giordano
- 8 gennaio - Emanuele Calaiò, dirigente sportivo, allenatore di calcio e calciatore italiano
- 8 gennaio - Gaby Hoffmann, attrice statunitense
- 8 gennaio - Huang Sui, ex giocatrice di badminton cinese
- 8 gennaio - Esteban Lozada, ex rugbista a 15 e dirigente d'azienda argentino
- 8 gennaio - Mahyadi Panggabean, calciatore indonesiano
- 8 gennaio - Cláudio Pitbull, ex calciatore brasiliano
- 8 gennaio - Chris Snee, ex giocatore di football americano statunitense
- 8 gennaio - Lindsay Tait, ex cestista neozelandese
- 8 gennaio - Guzel Urazova, cantante e musicista russa
- 8 gennaio - John Utaka, ex calciatore nigeriano
- 9 gennaio - John Beaton, arbitro di calcio scozzese
- 9 gennaio - Corry Berger, ex cestista tedesca
- 9 gennaio - Timmy Bowers, ex cestista statunitense
- 9 gennaio - Isaac Delahaye, chitarrista belga
- 9 gennaio - Pedro Llompart, ex cestista e dirigente sportivo spagnolo
- 9 gennaio - Catherine Middleton, britannica
- 9 gennaio - Tom Mison, attore britannico
- 9 gennaio - Henriette Richter-Röhl, attrice tedesca
- 9 gennaio - Junya Sano, ciclista su strada giapponese
- 9 gennaio - Benjamin Seifert, ex fondista tedesco
- 9 gennaio - Grétar Steinsson, ex calciatore islandese
- 10 gennaio - Julien Brellier, ex calciatore francese
- 10 gennaio - Tomasz Brzyski, allenatore di calcio e ex calciatore polacco
- 10 gennaio - Reid Carolin, produttore cinematografico e sceneggiatore statunitense
- 10 gennaio - Áurea Cruz, pallavolista portoricana
- 10 gennaio - Josh Ryan Evans, attore statunitense († 2002)
- 10 gennaio - Misato Fukuen, doppiatrice giapponese
- 10 gennaio - Alexandre Ghiotti, giocatore di calcio a 5 brasiliano
- 10 gennaio - Kema Jack, ex calciatore papuano
- 10 gennaio - Valerie June, cantautrice e polistrumentista statunitense
- 10 gennaio - Cynthia Lander, modella venezuelana
- 10 gennaio - Josip Milardović, ex calciatore croato
- 10 gennaio - Benoît Millot, arbitro di calcio francese
- 10 gennaio - Michaël Ngoy, ex hockeista su ghiaccio svizzero
- 10 gennaio - Max Starks, ex giocatore di football americano statunitense
- 10 gennaio - Ali Turki, ex cestista qatariota
- 11 gennaio - Tony Allen, ex cestista statunitense
- 11 gennaio - Christine Badertscher, politica svizzera
- 11 gennaio - Amar Benikhlef, judoka algerino
- 11 gennaio - Aurélien Capoue, ex calciatore francese
- 11 gennaio - Loïc Guillon, ex calciatore francese
- 11 gennaio - Blake Heron, attore statunitense († 2017)
- 11 gennaio - Nejc Kajtazović, arbitro di calcio sloveno
- 11 gennaio - Denis Kolodin, ex calciatore russo
- 11 gennaio - Grégory Lacombe, ex calciatore francese
- 11 gennaio - Natalie Lisinska, attrice britannica
- 11 gennaio - Emel Mathlouthi, cantautrice tunisina
- 11 gennaio - Uroš Mirković, cestista serbo
- 11 gennaio - Mohammad Nosrati, calciatore iraniano
- 11 gennaio - Nattaporn Phanrit, calciatore thailandese
- 11 gennaio - Antonella Sberna, politica italiana
- 11 gennaio - Declan Shalvey, fumettista irlandese
- 11 gennaio - Son Ye-jin, attrice sudcoreana
- 11 gennaio - Toccara Williams, ex cestista statunitense
- 12 gennaio - Marc Blanch, cestista spagnolo
- 12 gennaio - Shawn Desman, cantante e ballerino canadese
- 12 gennaio - Sydmill Harris, ex cestista olandese
- 12 gennaio - Madiou Konate, ex calciatore senegalese
- 12 gennaio - Tony Lochhead, ex calciatore neozelandese
- 12 gennaio - Paul-Henri Mathieu, allenatore di tennis e ex tennista francese
- 12 gennaio - Bryant Matthews, ex cestista statunitense
- 12 gennaio - Martina Nadalini, coreografa, ex ballerina e ex ginnasta italiana
- 12 gennaio - Ruslan Platon, ex calciatore ucraino
- 12 gennaio - Nemanja Supić, ex calciatore bosniaco
- 12 gennaio - Lukáš Ticháček, pallavolista ceco
- 12 gennaio - Agnes Tschurtschenthaler, mezzofondista e siepista italiana
- 12 gennaio - Dīmītrios Tsiamīs, triplista greco
- 12 gennaio - Adeola Wylie, ex cestista nigeriana
- 12 gennaio - Maria Zikyridou, ex cestista greca
- 12 gennaio - Veličko Čolakov, sollevatore bulgaro († 2017)
- 13 gennaio - Guillaume Barazzone, politico e avvocato svizzero
- 13 gennaio - Philippe Billy, ex calciatore francese
- 13 gennaio - Guillermo Coria, allenatore di tennis e ex tennista argentino
- 13 gennaio - Carin Holmberg, ex fondista svedese
- 13 gennaio - Erwann Le Péchoux, schermidore francese
- 13 gennaio - Kōnstantinos Makridīs, allenatore di calcio e ex calciatore cipriota
- 13 gennaio - Trina Michaels, ex attrice pornografica e regista statunitense
- 13 gennaio - David Möller, ex slittinista tedesco
- 13 gennaio - Maria, cantante bulgara
- 13 gennaio - Mason Ryan, ex wrestler gallese
- 13 gennaio - Pawel Szajda, attore statunitense
- 13 gennaio - Tomislav Tomašević, politico, attivista e ambientalista croato
- 13 gennaio - Ruth Wilson, attrice britannica
- 14 gennaio - Reinier Alcántara, ex calciatore cubano
- 14 gennaio - Morgan Alexander, bobbista canadese
- 14 gennaio - Andreas Andreadīs, pallavolista greco
- 14 gennaio - Caleb Followill, cantautore e chitarrista statunitense
- 14 gennaio - Zach Gilford, attore statunitense
- 14 gennaio - Toni Golem, allenatore di calcio e ex calciatore croato
- 14 gennaio - Michael Haynes, calciatore anglo-verginiano
- 14 gennaio - Stian Johannessen, ex giocatore di calcio a 5 e ex calciatore norvegese
- 14 gennaio - Léo Lima, ex calciatore brasiliano
- 14 gennaio - Frandy Montrévil, ex calciatore haitiano
- 14 gennaio - Mario Radić, ex tennista croato
- 14 gennaio - Víctor Valdés, allenatore di calcio e ex calciatore spagnolo
- 14 gennaio - Héctor Valenzuela, ex cestista portoricano
- 14 gennaio - Sherri Williams, pallavolista statunitense
- 15 gennaio - Benjamin Agosto, ex danzatore su ghiaccio statunitense
- 15 gennaio - Jermaine Easter, ex calciatore gallese
- 15 gennaio - Eusebio Guiñazú, rugbista a 15 argentino
- 15 gennaio - Emina Jahović, cantautrice, attrice e modella serba
- 15 gennaio - Selçuk Keskin, pallavolista turco
- 15 gennaio - Daniel Loper, giocatore di football americano statunitense
- 15 gennaio - Barbara Mannucci, politica italiana
- 15 gennaio - Anthony Noreiga, ex calciatore trinidadiano
- 15 gennaio - Josip Pavić, ex pallanuotista croato
- 15 gennaio - Marco Rosa, allenatore di hockey su ghiaccio e ex hockeista su ghiaccio canadese
- 15 gennaio - Sun Ji, ex calciatore cinese
- 15 gennaio - Sun Xiang, dirigente sportivo, allenatore di calcio e ex calciatore cinese
- 16 gennaio - Rita Bertoni, ex calciatrice italiana
- 16 gennaio - Maurizio Ciaramitaro, dirigente sportivo, allenatore di calcio e ex calciatore italiano
- 16 gennaio - Jonathan Fabbro, ex calciatore argentino
- 16 gennaio - Unaloto Feao, ex calciatore tongano
- 16 gennaio - Oscar Forman, ex cestista australiano
- 16 gennaio - Martin Høyem, calciatore norvegese
- 16 gennaio - Max Joseph, produttore cinematografico, regista e conduttore televisivo statunitense
- 16 gennaio - Giuseppe La Rosa, militare italiano († 2013)
- 16 gennaio - Justin Reed, cestista statunitense († 2017)
- 16 gennaio - Tuncay Şanlı, allenatore di calcio e ex calciatore turco
- 16 gennaio - Sung Yu-chi, taekwondoka taiwanese
- 16 gennaio - Birgitte Hjort Sørensen, attrice danese
- 17 gennaio - Ali Abbas Zafar, regista, sceneggiatore e produttore cinematografico indiano
- 17 gennaio - David Blue, attore statunitense
- 17 gennaio - Ricardo Bóvio, ex calciatore brasiliano
- 17 gennaio - Fidan Doğan, politica e attivista curda († 2013)
- 17 gennaio - Hwanhee, cantante e attore sudcoreano
- 17 gennaio - Marija Kondrat'eva, ex tennista russa
- 17 gennaio - Lydia Lassila, sciatrice freestyle australiana
- 17 gennaio - Mel Lisboa, attrice, cantante e conduttrice televisiva brasiliana
- 17 gennaio - Carlos Luna, ex calciatore argentino
- 17 gennaio - Tommaso Marconi, tuffatore italiano
- 17 gennaio - Artem Starhorods'kyj, calciatore ucraino
- 17 gennaio - Miguel Ángel Torres Quintana, calciatore peruviano
- 17 gennaio - Alex Varkatzas, cantante statunitense
- 17 gennaio - Dwyane Wade, ex cestista statunitense
- 17 gennaio - Noni Wharemate, ex cestista neozelandese
- 18 gennaio - Ariadne Artiles, modella spagnola
- 18 gennaio - Fabiano Medina da Silva, ex calciatore brasiliano
- 18 gennaio - Christian Galenda, ex nuotatore italiano
- 18 gennaio - Mary Keitany, ex maratoneta keniota
- 18 gennaio - Kateryna Kuchar, ballerina ucraina
- 18 gennaio - Álvaro Mejía Pérez, ex calciatore spagnolo
- 18 gennaio - Joanna Newsom, cantautrice e arpista statunitense
- 18 gennaio - Hanna Talikainen, cantante finlandese
- 18 gennaio - Jader Volnei Spindler, ex calciatore brasiliano
- 18 gennaio - Adriano Zaccagnini, politico italiano
- 19 gennaio - Pete Buttigieg, politico e ufficiale statunitense
- 19 gennaio - Zineb El Rhazoui, giornalista e scrittrice francese
- 19 gennaio - Michele Guerra, politico italiano
- 19 gennaio - Nathaniel McKinney, velocista bahamense
- 19 gennaio - Simone Missick, attrice statunitense
- 19 gennaio - Kevin Nicol, allenatore di calcio e ex calciatore scozzese
- 19 gennaio - Tommy Orange, scrittore statunitense
- 19 gennaio - Sara Parise, ex nuotatrice italiana
- 19 gennaio - Florina Pașcalău, ex cestista rumena
- 19 gennaio - Lucas Pierre Santos Oliveira, ex calciatore brasiliano
- 19 gennaio - Maria Solheim, cantante e cantautrice norvegese
- 19 gennaio - Jodie Sweetin, attrice statunitense
- 19 gennaio - Angela Zhang, cantante e attrice taiwanese
- 20 gennaio - Ali Badavi, ex calciatore iraniano
- 20 gennaio - Phillip Berry, ex calciatore britannico
- 20 gennaio - Jessica Cérival, pesista francese
- 20 gennaio - Serghei Covalciuc, ex calciatore moldavo
- 20 gennaio - Nathaniel Lepani, calciatore papuano
- 20 gennaio - Charīs Markopoulos, allenatore di pallacanestro e ex cestista greco
- 20 gennaio - Horacio Nava, marciatore messicano
- 20 gennaio - Alexandru Păcurar, ex calciatore rumeno
- 20 gennaio - Josh Shipp, conduttore televisivo e autore televisivo statunitense
- 20 gennaio - Fredrik Strømstad, calciatore norvegese
- 20 gennaio - Erin Wasson, supermodella e attrice statunitense
- 20 gennaio - Pierre Webó, allenatore di calcio e ex calciatore camerunese
- 21 gennaio - Giuseppe Andaloro, pianista italiano
- 21 gennaio - Yannick Bapupa, ex calciatore congolese (Repubblica Democratica del Congo)
- 21 gennaio - Richard Blanco, calciatore e giocatore di calcio a 5 venezuelano
- 21 gennaio - Patricia Contreras, schermitrice venezuelana
- 21 gennaio - Ben Idrissa Derme, calciatore burkinabé († 2016)
- 21 gennaio - Tome Faisi, calciatore salomonese
- 21 gennaio - Adriano Ferreira Martins, ex calciatore brasiliano
- 21 gennaio - Kokouvi Pedomey, ex calciatore togolese
- 21 gennaio - Nicolas Mahut, tennista francese
- 21 gennaio - Sarah Ourahmoune, pugile francese
- 21 gennaio - Simon Rolfes, ex calciatore tedesco
- 21 gennaio - Petr Vampola, hockeista su ghiaccio ceco
- 21 gennaio - Pierpaolo Verga, produttore cinematografico italiano
- 21 gennaio - Dean Whitehead, allenatore di calcio e ex calciatore inglese
- 21 gennaio - Mike Williams, ex cestista statunitense
- 21 gennaio - Toni Rakkaen, attore e modello thailandese
- 22 gennaio - Sedef Avcı, attrice e modella turca
- 22 gennaio - Pénélope Bagieu, fumettista e illustratrice francese
- 22 gennaio - Chen Hua, nuotatrice cinese
- 22 gennaio - Fabricio Coloccini, allenatore di calcio e ex calciatore argentino
- 22 gennaio - Claudio Cucinotta, dirigente sportivo, ex ciclista su strada e pistard italiano
- 22 gennaio - Peter Germain, calciatore haitiano
- 22 gennaio - Alexandre Hauw, ex calciatore francese
- 22 gennaio - Peter Jehle, dirigente sportivo e ex calciatore liechtensteinese
- 22 gennaio - Martin Koch, ex saltatore con gli sci austriaco
- 22 gennaio - Oleksandr Korčmid, ex astista ucraino
- 22 gennaio - Charles Linglet, hockeista su ghiaccio canadese
- 22 gennaio - Kitty Kat, rapper tedesca
- 22 gennaio - Rodrigo Muñoz, ex calciatore uruguaiano
- 22 gennaio - Paula Pequeno, pallavolista brasiliana
- 22 gennaio - Jason Peters, ex giocatore di football americano statunitense
- 22 gennaio - Ren Lei, ex cestista cinese
- 22 gennaio - Matteo Rovere, regista, sceneggiatore e produttore cinematografico italiano
- 22 gennaio - Marcelo Saragosa, dirigente sportivo e ex calciatore brasiliano
- 22 gennaio - Mariangela Vacatello, pianista italiana
- 22 gennaio - Florine Valdenaire, ex snowboarder francese
- 22 gennaio - Federico Valentini, ex calciatore sammarinese
- 23 gennaio - Statik Selektah, disc jockey, produttore discografico e conduttore radiofonico statunitense
- 23 gennaio - Jorgelina Cravero, ex tennista argentina
- 23 gennaio - Alëna Kartašova, lottatrice russa
- 23 gennaio - Anna Mahjar Barducci, giornalista e scrittrice italiana
- 23 gennaio - Martin Mareš, ex ciclista su strada ceco
- 23 gennaio - Børre Næss, ex fondista norvegese
- 23 gennaio - Oceana, cantante tedesca
- 23 gennaio - Andrew Rock, velocista statunitense
- 23 gennaio - José Vargas Díaz, cestista venezuelano
- 23 gennaio - Kesang Choden Wangchuck, principessa bhutanese
- 23 gennaio - Geoffrey Wigdor, attore statunitense
- 24 gennaio - Céline Deville, calciatrice francese
- 24 gennaio - Hamdi Dhouibi, ex multiplista e astista tunisino
- 24 gennaio - Daveed Diggs, attore e rapper statunitense
- 24 gennaio - Saša Dobrić, ex calciatore serbo
- 24 gennaio - Busy Signal, cantante giamaicano
- 24 gennaio - Claudia Heill, judoka austriaca († 2011)
- 24 gennaio - Aitor Hernández, ciclocrossista e ex ciclista su strada spagnolo
- 24 gennaio - Hong Hyeon-hui, ex cestista sudcoreana
- 24 gennaio - Liván López, lottatore cubano
- 24 gennaio - Jonathan Patrick McCarty, dirigente sportivo e ex ciclista su strada statunitense
- 24 gennaio - Daniel Moncharé, ex calciatore camerunese
- 24 gennaio - Yetnebersh Nigussie, avvocatessa e attivista etiope
- 24 gennaio - Laura Tangherlini, giornalista e conduttrice televisiva italiana
- 25 gennaio - Stacey Gordon, pallavolista canadese
- 25 gennaio - Patrik Ingelsten, allenatore di calcio e ex calciatore svedese
- 25 gennaio - Jiang Bo, calciatore cinese
- 25 gennaio - Trevor Johnson, ex hockeista su ghiaccio canadese
- 25 gennaio - Luísa Kiala, pallamanista angolana
- 25 gennaio - Nikola Otašević, ex cestista serbo
- 25 gennaio - Jonathan Pittis, ex hockeista su ghiaccio canadese
- 25 gennaio - Régis de Souza, calciatore brasiliano
- 25 gennaio - Michela Rostan, politica italiana
- 25 gennaio - Shō Sakurai, cantante e attore giapponese
- 25 gennaio - Tyrone Sally, ex cestista statunitense
- 25 gennaio - Noemi, cantante italiana
- 25 gennaio - Leonard Tsipa, ex calciatore zimbabwese
- 25 gennaio - Jody Viviani, ex calciatore francese
- 25 gennaio - Shawna Waldron, attrice statunitense
- 25 gennaio - Cornelius Wortham, ex giocatore di football americano statunitense
- 25 gennaio - Maksim Šabalin, ex danzatore su ghiaccio russo
- 26 gennaio - Gō Ayano, attore giapponese
- 26 gennaio - Wes Brown, attore statunitense
- 26 gennaio - Olena Chološa, altista ucraina
- 26 gennaio - Justin Cochrane, ex calciatore antiguo-barbudano
- 26 gennaio - Biranna Diop, ex calciatore senegalese
- 26 gennaio - Cord Jefferson, sceneggiatore, regista e giornalista statunitense
- 26 gennaio - KCM, cantante sudcoreano
- 26 gennaio - Benoit Manno, pugile italiano
- 26 gennaio - Tomoko Suzuki, ex calciatrice giapponese
- 26 gennaio - Brahim Takioullah, marocchino
- 26 gennaio - Eva Vítečková, ex cestista ceca
- 26 gennaio - Marco Zaramello, ex giocatore di calcio a 5 brasiliano
- 27 gennaio - Eva Asderaki, giudice di tennis greca
- 27 gennaio - Gloria Aura Bortolini, regista televisiva, fotografa e giornalista italiana
- 27 gennaio - Barbara Ertl, ex biatleta tedesca
- 27 gennaio - Sebastián Levaggi, ex rugbista a 15 uruguaiano
- 27 gennaio - Thomas Løvold, giocatore di curling norvegese
- 27 gennaio - Pablo Migliore, ex calciatore argentino
- 27 gennaio - Mark Phillips, ex calciatore inglese
- 27 gennaio - Vasyl' Račyba, lottatore ucraino
- 27 gennaio - María Revuelto, ex cestista spagnola
- 27 gennaio - Xi Aihua, canottiera cinese
- 27 gennaio - Sattar Zare, ex calciatore iraniano
- 27 gennaio - Yoann de Boer, ex calciatore francese
- 27 gennaio - Alair de Souza Camargo Junior, ex calciatore brasiliano
- 27 gennaio - Zeus, wrestler giapponese
- 28 gennaio - Martín Cárdenas, pilota motociclistico colombiano
- 28 gennaio - Saša Cilinšek, ex calciatore serbo
- 28 gennaio - Omar Cook, ex cestista e allenatore di pallacanestro statunitense
- 28 gennaio - Federico Crivelli, ex calciatore argentino
- 28 gennaio - Alessio De Filippis, doppiatore italiano
- 28 gennaio - Michaël Guigou, ex pallamanista francese
- 28 gennaio - Jan Kopecký, pilota di rally ceco
- 28 gennaio - Cyril Nocenti, allenatore di sci alpino e ex sciatore alpino francese
- 28 gennaio - Tam Nsaliwa, ex calciatore canadese
- 28 gennaio - Cynthia Olavarria, modella portoricana
- 28 gennaio - Sébastien Puygrenier, ex calciatore francese
- 28 gennaio - Giacomo Sagripanti, direttore d'orchestra italiano
- 28 gennaio - Ainett Stephens, modella, personaggio televisivo e showgirl venezuelana
- 28 gennaio - Rob Thomson, ex cestista statunitense
- 28 gennaio - Camila Sosa Villada, scrittrice e attrice argentina
- 28 gennaio - Katja Wächter, schermitrice tedesca
- 29 gennaio - Mohammad Alavi, ex calciatore iraniano
- 29 gennaio - Wallis Bird, musicista e cantautrice irlandese
- 29 gennaio - Pavel Brutt, ex ciclista su strada russo
- 29 gennaio - Luciano Ganci, tenore italiano
- 29 gennaio - Tamás Geri, ex calciatore ungherese
- 29 gennaio - Rubén González Rocha, ex calciatore spagnolo
- 29 gennaio - Kim Dong-jin, ex calciatore sudcoreano
- 29 gennaio - Adam van Koeverden, politico e ex canoista canadese
- 29 gennaio - Adam Lambert, cantautore e attore statunitense
- 29 gennaio - Damien Leone, regista, sceneggiatore e produttore cinematografico statunitense
- 29 gennaio - Daniel Muñoz de la Nava, ex tennista spagnolo
- 29 gennaio - Leonardo Ponzio, ex calciatore argentino
- 29 gennaio - Riff Raff, rapper statunitense
- 29 gennaio - Liam Rush, ex cestista australiano
- 30 gennaio - Daniel Ricardo da Silva Soares, ex calciatore portoghese
- 30 gennaio - DeSagana Diop, ex cestista e allenatore di pallacanestro senegalese
- 30 gennaio - Antōnīs Giōrgallidīs, ex calciatore cipriota
- 30 gennaio - Daiki Iwamasa, allenatore di calcio e ex calciatore giapponese
- 30 gennaio - Luca Mattiucci, giornalista italiano
- 30 gennaio - Nádson, ex calciatore brasiliano
- 30 gennaio - Carlos Palacios, calciatore honduregno
- 30 gennaio - Mads Toppel, ex calciatore danese
- 30 gennaio - Cameron Wake, giocatore di football americano statunitense
- 30 gennaio - Małgorzata Wojtkowiak, schermitrice polacca
- 30 gennaio - Gilles Yapi Yapo, ex calciatore ivoriano
- 31 gennaio - Josh Almanson, ex cestista statunitense
- 31 gennaio - Maret Ani, ex tennista estone
- 31 gennaio - Dituabanza Nsumbu, ex calciatore congolese (Repubblica Democratica del Congo)
- 31 gennaio - Cédric Fabien, ex calciatore francese
- 31 gennaio - Biljana Gligorović, pallavolista croata
- 31 gennaio - Andreas Görlitz, ex calciatore tedesco
- 31 gennaio - Conor Grace, ex cestista irlandese
- 31 gennaio - Ștefan Grigorie, ex calciatore rumeno
- 31 gennaio - Marco Mancinelli, allenatore di calcio e ex calciatore italiano
- 31 gennaio - Marta Nieto, attrice spagnola
- 31 gennaio - Salvatore Masiello, ex calciatore italiano
- 31 gennaio - Allan McGregor, allenatore di calcio e ex calciatore scozzese
- 31 gennaio - Emanuele Morini, calciatore italiano
- 31 gennaio - Helena Paparizou, cantante svedese
- 31 gennaio - Francesco Parravicini, allenatore di calcio e ex calciatore italiano
- 31 gennaio - Jānis Sprukts, hockeista su ghiaccio lettone
- 31 gennaio - Robert Szczot, ex calciatore polacco
- 31 gennaio - Aleksej Verbov, allenatore di pallavolo e pallavolista russo
- 31 gennaio - Guillaume Yango, ex cestista francese